# المعاهدة الفرنسية الإسبانية حول المغرب

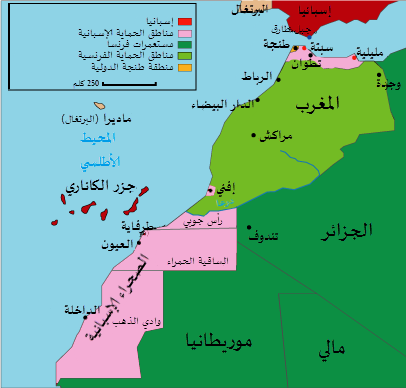

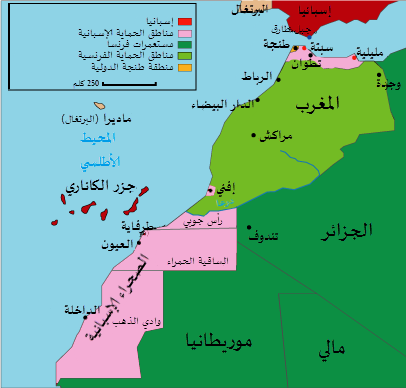

المعاهدة الفرنسية الإسبانية حول المغرب هي مُعاهدة وقعت في 27 تشرين الثاني/نوفمبر 1912 بين كل من فرنسا وإسبانيا حول المغرب، حيث اعترفت فيها فرنسا بشمال وجنوب المغرب كمنطقتي نفوذ تابعتين لإسبانيا كما اعترفت بمناطق أخرى خاضعة للسيطرة الإسبانية وذلك بحكم الأمر الواقع، وفي المقابل حافظت فرنسا على ما كانت تملكه في المغرب قبل توقيع هذه المعاهدة، كما زادت من بسط نفوذها باعتبارها الدولة الوحيدة القائمة بشؤون المغرب في تلك الفترة، ولم يدم ذلك طويلاً خاصة بعد توقيعها على معاهدة فاس.
أصبح الجزء الشمالي من المغرب تابع للحماية الإسبانية وعاصمتها تطوان، أما الجزء الجنوبي فصارت عاصمته العيون وبات كمنطقة عازلة بين السلطات الإسبانية التي كانت تتمركز في الصحراء الإسبانية والمغرب.